# Chiuza
Chiuza is een Roemeense gemeente in het district Bistrița-Năsăud.
Chiuza telt 2288 inwoners.